# 云溪街道 (岳阳市)
云溪镇，中华人民共和国湖南省岳阳市云溪区下属的一个镇。

## 建制沿革
- 明天顺时期设云溪驿。
- 1917年粤汉铁路通车，设站于此，名云溪车站。
- 1952年建云溪镇。
- 1956年撤区并乡为云溪乡。
- 1958年属云溪公社。
- 1959年建为县属镇。
- 1960年复隶云溪公社。
- 1970年为路口镇云溪办事处。
- 1975年析出建为社属镇。
- 1984年设岳阳市北区（1996年改为云溪区）后为区政府机关驻地，仍称云溪镇。

## 行政区划
2008年，云溪镇下辖：
上街社区、下街社区、洗马社区、南街社区、镇龙村和云丰村。

## 交通
- 京广铁路：云溪站